# Dori waza
Nelle arti marziali, le prese dell'avversario sono delle tecniche di combattimento per lo più usate nel judo, nel jujutsu e nell'aikidō, anche se poi sono state adottate da molte altre arti marziali.
Le prese dell'avversario vengono chiamate Dori Waza o Tori Waza e servono per afferrarlo con la possibilità poi di sferrare altri colpi, oppure di proiettarlo a terra (Nage waza), oppure di applicare qualche tecnica di controllo (katame waza).
Le tecniche di presa sono molte e vengono chiamate con il nome della parte afferrata, seguita dalla parola dori o tori (es.: presa alla gamba=Ashi dori/tori).
Ecco un elenco delle prese più comuni:
- Ashi dori: presa ad una gamba
- Eri dori: presa al bavero della giacca
- Tsukami (o Zukami) dori: presa che tira verso di sé (di solito si afferrano le braccia)
- Kami dori: presa ai capelli
- Hiji/Enpi dori: presa al gomito
- Kata dori: presa alla spalla
- Kakuto dori (o Tekubi dori o Kote dori): presa al polso
- Kubi dori: presa al collo
- Mune dori: presa al petto
- Ryote dori: presa ai polsi
- Sode/Sote dori: presa alla manica
- Sokumen dori: presa di lato
- Ude dori: presa ad un braccio